# شهرستان شیبینگ
شهرستان شیبینگ (به لاتین: Shibing County) یک شهرستان‌های جمهوری خلق چین در چین است که در کیاندونگنان واقع شده‌است.